# علم اللغة الإثنية
علم اللغة الإثنية (التي تسمى أحيانا اللغويات الثقافية) هي مجال لغويات تدرس العلاقة بين اللغة والثقافة، والطريقة التي تنظر بها المجموعات الإثنية المختلفة إلى العالم. هذا هو الجمع بين الإثنولوجيا وعلم اللغة. ويشير الأول إلى طريقة حياة مجتمع بأكمله، أي جميع الخصائص التي تميز مجتمع ما عن الآخر. هذه الخصائص تصنع الجوانب الثقافية لمجتمع ما.
يدرس علم اللغة الإثنية طريقة تأثير التصور والإدراك على اللغة، وتبين كيف يرتبط هذا إلى مختلف الثقافات والمجتمعات. ومن الأمثلة على ذلك طريقة التعبير عن التوجه المكاني في مختلف الثقافات. في العديد من المجتمعات، تستمد كلمات الاتجاهات السماوية الشرقية والغربية من حيث شروق الشمس / غروب الشمس. ومع ذلك، فإن التسميات الخاصة بالاتجاهات السماوية للمتحدثين في إنويت في غرينلاند تستند إلى معالم جغرافية مثل نظام النهر وموقف المرء على الساحل. وبالمثل، فإن لغة يوروك تفتقر إلى فكرة الاتجاهات الأساسية؛ وهم يوجهون أنفسهم فيما يتعلق بسماتهم الجغرافية الرئيسية، نهر كلاماث.
اللغويات الثقافية هي فرع ذات الصلة من اللغويات التي تستكشف العلاقة بين المفاهيم اللغوية والثقافية (شاريفيان، 2011، 2017). تعتمد اللغويات الثقافية على التقدم النظري والتحليلي في العلوم المعرفية (بما في ذلك علم التعقيد والتوزيع الموزع) والأنثروبولوجيا. تدرس اللغويات الثقافية كيف تتعدد سمات اللغات البشرية ترميز المفاهيم الثقافية، بما في ذلك المخططات الثقافية والفئات الثقافية والاستعارات الثقافية. في اللغويات الثقافية، واللغة ينظر إليها على أنها راسخة عميقا في المستوى الجماعي، والإدراك الثقافي لمجتمعات المتكلمين. حتى الآن، اعتمد نهج اللغويات الثقافية في العديد من مجالات البحوث اللغوية التطبيقية، بما في ذلك التواصل بين الثقافات، تعلم اللغة الثانية، تدريس اللغة الإنجليزية كلغة دولية، واللغات الإنجليزية العالمية.